# Andora na Zimowych Igrzyskach Olimpijskich 2014
Andora na Zimowych Igrzyskach Olimpijskich 2014 – kadra sportowców reprezentujących Andorę na igrzyskach w 2014 roku w Soczi. Kadra liczyła 6 sportowców.

## Skład reprezentacji

### Biathlon
| Zawodniczka  | Konkurencja       | Czas    | Miejsce |
| ------------ | ----------------- | ------- | ------- |
| Laure Soulié | Sprint            | 23:57.8 | 66.     |
| Laure Soulié | Bieg indywidualny | 50:04.2 | 48.     |

### Narciarstwo alpejskie

#### Kobiety
| Zawodniczka      | Konkurencja     | Zjazd 1.                   | Zjazd 1.                   | Zjazd 2.                   | Zjazd 2.                   | Suma                       | Miejsce                    |
| Zawodniczka      | Konkurencja     | Czas                       | Miejsce                    | Czas                       | Miejsce                    | Suma                       | Miejsce                    |
| ---------------- | --------------- | -------------------------- | -------------------------- | -------------------------- | -------------------------- | -------------------------- | -------------------------- |
| Mireia Gutiérrez | Superkombinacja | 1:49,04                    | 32.                        | 53,26                      | 15.                        | 2:42,30                    | 18.                        |
| Mireia Gutiérrez | Slalom gigant   | DNF                        | DNF                        | DNF                        | DNF                        | DNF                        | DNF                        |
| Mireia Gutiérrez | Slalom          | Nie ukończyła 1. przejazdu | Nie ukończyła 1. przejazdu | Nie ukończyła 1. przejazdu | Nie ukończyła 1. przejazdu | Nie ukończyła 1. przejazdu | Nie ukończyła 1. przejazdu |

#### Mężczyźni
| Zawodnik            | Konkurencja     | Zjazd 1. | Zjazd 1. | Zjazd 2. | Zjazd 2. | Suma    | Miejsce |
| Zawodnik            | Konkurencja     | Czas     | Miejsce  | Czas     | Miejsce  | Suma    | Miejsce |
| ------------------- | --------------- | -------- | -------- | -------- | -------- | ------- | ------- |
| Kevin Esteve Rigail | Zjazd           | 2:10,80  | 32.      | —        | —        | 2:10,80 | 32.     |
| Marc Oliveras       | Superkombinacja | 1:57,08  | 33.      | 1:01,46  | 32.      | 2:58,54 | 31.     |
| Marc Oliveras       | Zjazd           | 2:12,76  | 40.      | —        | —        | 2:12,76 | 40.     |
| Marc Oliveras       | Supergigant     | 1:22,02  | 35.      | —        | —        | 1:22,02 | 35.     |
| Marc Oliveras       | Slalom gigant   | 1:26,40  | 41.      | 1:27,34  | 39.      | 2:53,74 | 38.     |
| Joan Verdú Sánchez  | Slalom gigant   | DNF      | DNF      | DNF      | DNF      | DNF     | DNF     |

### Snowboarding
| Konkurencja     | Zawodnik            | Kwalifikacje | Kwalifikacje | 1/8 finału | 1/8 finału | Ćwierćfinał | Ćwierćfinał | Półfinał | Półfinał | Finał | Finał   | Miejsce końcowe |
| Konkurencja     | Zawodnik            | Wynik        | Pozycja      | Wynik      | Pozycja    | Wynik       | Pozycja     | Wynik    | Pozycja  | Wynik | Pozycja | Miejsce końcowe |
| --------------- | ------------------- | ------------ | ------------ | ---------- | ---------- | ----------- | ----------- | -------- | -------- | ----- | ------- | --------------- |
| Snowboard cross | Lluís Marín Tarroch | odwołane     | Q            | DSQ        | DSQ        | NQ          | NQ          | NQ       | NQ       | NQ    | NQ      | =33.            |